# Can't Stop the Feeling!
"Can't Stop the Feeling!" é uma canção do artista musical estadunidense Justin Timberlake, gravada para a trilha sonora do filme Trolls (2016). Foi composta e produzida pelo próprio juntamente com Max Martin e Shellback. A faixa foi lançada em 6 de maio de 2016 através da RCA Records, servindo como o primeiro single do conjunto de músicas para a animação. A canção foi nomeado para um Oscar de melhor canção original.

## Vídeos musicais
O primeiro vídeo musical de "Can't Stop the Feeling" recebeu o subtítulo de "First Listen" e foi lançado em 6 de maio de 2016, contando com a participação dos dubladores de Trolls, entre eles o duo Icona Pop, Anna Kendrick, Gwen Stefani, James Corden, Ron Funches e Kunal Nayyar.
O vídeo oficial da música foi lançado dez dias depois. Dirigido por Mark Romanek, o trabalho mostra Timberlake em lugares comuns, como um supermercado e uma lanchonete, e mostra também outras pessoas dançando em frente em locais como uma barbearia e uma lavanderia. No final, todos se juntam e dançam em baixo de um viaduto.

## Apresentações ao vivo
Timberlake apresentou a música pela primeira vez na final da edição de 2016 do Eurovision Song Contest, ocorrido em 14 de maio em Estocolmo, Suécia. Ele iniciou a performance interpretando trechos de "Rock Your Body", lançada em 2003 pelo próprio, cantando "Can't Stop the Feeling!" logo depois.

## Faixas e formatos
| Download digital |                           |         |  |
| N.º              | Título                    | Duração |  |
| 1.               | "Can't Stop the Feeling!" | 3:56    |  |

## Desempenho nas tabelas musicais
| Tabela musical (2016)                                  | Melhor posição |
| ------------------------------------------------------ | -------------- |
| África do Sul (Entertainment Monitoring Africa)        | 1              |
| Alemanha (Media Control Charts                         | 1              |
| Austrália (ARIA Charts)                                | 3              |
| Áustria (Ö3 Austria Top 40)                            | 2              |
| Bélgica (Ultratop 50 de Flandres)                      | 1              |
| Bélgica (Ultratop 40 da Valônia)                       | 1              |
| Canadá (Canadian Hot 100)                              | 1              |
| Dinamarca (Tracklisten)                                | 2              |
| Escócia (The Official Charts Company)                  | 1              |
| Eslováquia (IFPI Slovenská Republika)                  | 1              |
| Espanha (Productores de Música de España)              | 3              |
| Estados Unidos (Billboard Hot 100)                     | 1              |
| Estados Unidos (Pop Songs)                             | 1              |
| Estados Unidos (Adult Pop Songs)                       | 1              |
| Estados Unidos (Hot Adult Contemporary Tracks)         | 1              |
| Estados Unidos (Hot Dance Club Songs)                  | 1              |
| Finlândia (IFPI Finlândia)                             | 15             |
| França (Syndicat National de l'Édition Phonographique) | 1              |
| Grécia (Greece Digital Songs)                          | 2              |
| Hungria (Magyar Hanglemezkiadók Szövetsége)            | 1              |
| Irlanda (Irish Recorded Music Association)             | 3              |
| Israel (Media Forest)                                  | 1              |
| Itália (Federazione Industria Musicale Italiana)       | 8              |
| Japão (Japan Hot 100)                                  | 19             |
| Líbano (The Official Lebanese Top 20)                  | 3              |
| Luxemburgo (Luxembourg Digital Songs)                  | 1              |
| México (Mexico Airplay)                                | 17             |
| Noruega (VG-lista)                                     | 4              |
| Nova Zelândia (NZ Top 40 Singles)                      | 2              |
| Países Baixos (MegaCharts)                             | 2              |
| Polónia (Związek Producentów Audio Video)              | 2              |
| Portugal (Portugal Digital Songs)                      | 2              |
| Reino Unido (UK Singles Chart)                         | 2              |
| Chéquia (IFPI Česká Republika)                         | 1              |
| Rússia (Russian Music Charts)                          | 1              |
| Suécia (Sverigetopplistan)                             | 1              |
| Suíça (Schweizer Hitparade)                            | 1              |
| União Europeia (Euro Digital Songs)                    | 1              |
| Venezuela (Record Report)                              | 1              |

| País (Empresa)             | Certificação |
| -------------------------- | ------------ |
| Austrália (ARIA)           | 6× Platina   |
| Áustria (IFPI Áustria)     | Platina      |
| Bélgica (BEA)              | 3× Platina   |
| Brasil (ABPD)              | Diamante     |
| Canadá (Music Canada)      | 6× Platina   |
| Dinamarca (IFPI Dinamarca) | 2× Platina   |
| Espanha (PROMUSICAE)       | 3× Platina   |
| Estados Unidos (RIAA)      | 4× Platina   |
| França (SNEP)              | Diamante     |
| Itália (FIMI)              | 4× Platina   |
| Nova Zelândia (RMNZ)       | 2× Platina   |
| Polônia (ZPAV)             | Diamante     |
| Reino Unido (BPI)          | 2× Platina   |
| Suécia (GLF)               | 7× Platina   |

## Histórico de lançamento
| País           | Data                | Formato           | Gravadora |
| -------------- | ------------------- | ----------------- | --------- |
| Mundo          | 6 de maio de 2016   | Download digital  | RCA       |
| Itália         | 6 de maio de 2016   | Rádios mainstream | Sony      |
| Estados Unidos | 10 de maio de 2016  | Rádios mainstream | RCA       |
| Alemanha       | 15 de julho de 2016 | CD single         | Sony      |
| Alemanha       | 29 de julho de 2016 | Vinil             | Sony      |
| Estados Unidos | 29 de julho de 2016 | Vinil             | RCA       |
| França         | 29 de julho de 2016 | Vinil             | Sony      |
| Reino Unido    | 29 de julho de 2016 | Vinil             | Sony      |